# Dicyphus diplaci
Dicyphus diplaci är en insektsart som beskrevs av Knight 1968. Dicyphus diplaci ingår i släktet Dicyphus och familjen ängsskinnbaggar. Inga underarter finns listade i Catalogue of Life.